# Svalinn
Nella mitologia norrena, Svalinn è uno scudo leggendario situato di fronte a Sól. Vede inoltre la sua apparizione nella Edda poetica, precisamente in Grímnismál.

## Etimologia
Il suo nome possiede un determinato significato: svala, che significa freddo mentre svala-drykkr significa letteralmente briciola di ghiaccio.

## Strofa
Esempio di una strofa del poema Grímnismál in cui viene citato lo scudo:
| Svalinn heitir, hann stendr sólu fyrir, skjöldr, skínanda goði; björg ok brim, ek veit, at brenna skulu, ef hann fellr í frá. Edizione originale di Guðni Jónsson |

## Traduzioni
| Svalinn è il suo nome, esso si trova di fronte a Sól, la divinità splendente. So che le colline e il mare bruceranno, se dovesse cadere dal suo posto. Traduzione di William Herbert |

| Di fronte a Sól Svalinn sta in piedi, Lo scudo per la dea splendente; Montagne e mare immersi nelle fiamme Se cadesse prima del sole. Traduzione di Henry Bellows |

| Il suo nome è il Brivido, sta davanti a Sól, uno scudo per la dea splendente. Le montagne so che dovranno bruciare, se dovesse cadere. Traduzione di Ursula Dronke |